# Кокиев, Георгий Александрович
Гео́ргий Алекса́ндрович Ко́киев (осет. Кокиты Бӕтӕхъо Фацбайы фырт; 4 апреля 1896, Христиановское — 28 марта 1954) — советский историк-кавказовед, доктор исторических наук, профессор.

## Биография
Осетин.
В 1923 году окончил исторический факультет Московского археологического института, в 1929 году — аспирантуру НИИ этнических и национальных культур народов Востока.
В 1930-х годах Георгий Александрович вел преподавательскую работу в МГУ и МИФЛИ, где читал лекции по истории Кавказа. Одновременно работал в НИИ этнических и национальных культур, в Музее народов СССР, с 1943 года — старшим научным сотрудником сектора народов Кавказа ИЭ АН СССР.
В 1930 году после принятия решений XVI съезда ВКП (б) о национальных уклонах в сторону великодержавного и местного шовинизма работа Кокиева «Очерки об истории Осетии» была подвергнута критике и изъята из библиотек.
В 1939 году защитил докторскую диссертацию по теме «Крестьянская реформа в Северной Осетии».
В 1941 году властями были раскритикованы утверждения Кокиева о том, что в XVIII — начале XIX веках феодализм в Кабарде находился на более
высоком уровне, чем в Осетии, что привело к установлению вассальных отношений между кабардинскими и осетинскими феодалами и усилению эксплуатации осетинских крестьян. Кокиева обвинили в попытках «фальсифицировать историю, вызвать распрю между народами братских социалистических областей Северного Кавказа», из-за чего он был вынужден прервать исследования этой темы.
В 1940-х годах являлся заведующим кафедрой на историческом факультете МГУ. В 1949 году Кокиев был незаконно репрессирован, спустя 5 лет умер в заключении, в 1955 году был посмертно реабилитирован.

## Научная деятельность
Область научных интересов — история Осетии и российско-кавказские отношения. Является автором работ об аталычестве, склеповых и оборонительных сооружениях Осетии, по этнографии осетинского народа.

## Труды
- Очерки по истории Осетии (1926).
- Склеповые сооружения горной Осетии (1928).
- Боевые башни и заградительные стены горной Осетии (1935).
- Крестьянская реформа в Северной Осетии (1940).

## Награды
- Орден «Знак Почёта»
- Медаль «За доблестный труд в Великой Отечественной войне 1941—1945 гг.»